# SMS Kronprinz (1914)
O SMS Kronprinz foi um navio couraçado operado pela Marinha Imperial Alemã e a quarta e última embarcação da Classe König depois do SMS König, SMS Grosser Kurfürst e SMS Markgraf. Nomeado em homenagem a Guilherme, Príncipe Herdeiro da Alemanha, sua construção começou em novembro de 1911 nos estaleiros da Germaniawerft em Kiel, sendo lançado ao mar em fevereiro de 1914 e comissionado em novembro do mesmo ano, quatro meses depois do início da Primeira Guerra Mundial. Era armado com uma bateria principal composta por dez canhões de 305 milímetros, possuía uma deslocamento de mais de 28 mil toneladas e podia alcançar uma velocidade máxima de 21 nós.
O Kronprinz participou da maioria das operações navais alemãs de frota na Primeira Guerra ao lado de seus três irmãos, incluindo ataques contra a costa britânica e a Batalha da Jutlândia em 1916. Nesta ele esteve perto da frente da linha alemã, porém mesmo assim saiu do embate ileso. O navio foi torpedeado em 5 de novembro de 1916 pelo submarino britânico HMS J1 durante uma operação próxima da costa da Dinamarca. O couraçado passou por reparos e participou em outubro de 1917 da Operação Albion contra alvos russos no Mar Báltico, forçando o recuo do couraçado Grazhdanin. A embarcação acabou por ser renomeada para Kronprinz Wilhelm em junho de 1918.
A Alemanha foi derrotada em novembro de 1918 e a maior parte de sua Frota de Alto-Mar, incluindo o Kronprinz Wilhelm, foi internada na base britânica de Scapa Flow na Escócia. Os navios foram desarmados e suas tripulações reduzidas enquanto os Aliados negociavam seu destino na Conferência de Paz de Paris. O couraçado junto com as outras embarcações internadas em Scapa Flow foram deliberadamente afundadas por seus marinheiros dias antes da assinatura do Tratado de Versalhes a fim de impedir que fossem tomados pelos britânicos. O Kronprinz Wilhelm, diferentemente da maioria dos outros navios, nunca foi recuperado e seus destroços estão até hoje submersos.

## Características

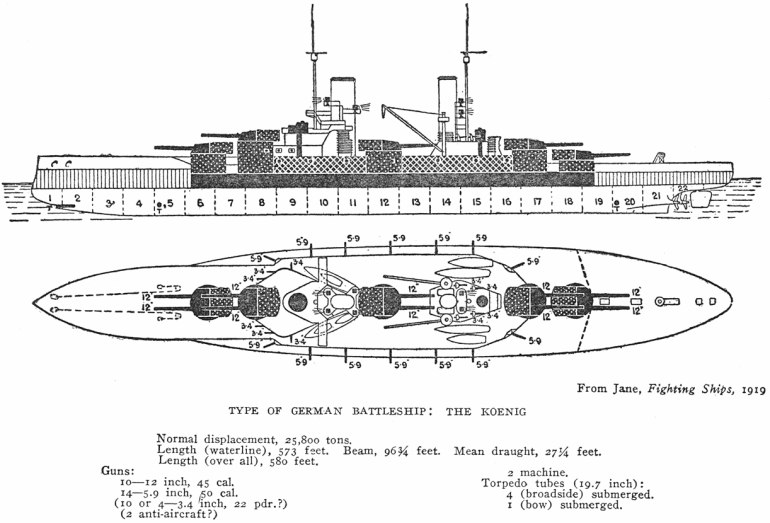
Diagrama dos navios da Classe König.

Os quatro couraçados da Classe König foram encomendados como parte da corrida armamentista naval anglo-germânica. Eram a quarta geração de dreadnought da Marinha Imperial Alemã e foram construídos em resposta à Classe Orion da Marinha Real Britânica, encomendada em 1909. Os König representavam um desenvolvimento em relação à predecessora Classe Kaiser, com seu melhoramento de destaque sendo um arranjo mais eficiente da bateria principal. A intenção era que os navios usassem um sistema de propulsão que incluísse motores a diesel para a hélice central a fim de aumentar seu alcance, porém seu desenvolvimento mostrou-se mais complicado do que o esperado, assim uma usina de energia toda composta de turbinas a vapor foi empregada.
O SMS Kronprinz tinha 175,4 metros de comprimento de fora a fora, uma boca de 29,5 metros e um calado de 9,19 metros. Seu deslocamento com um carregamento normal de suprimentos ficava em 25 795 toneladas, porém quanto totalmente carregado esse valor podia chegar em 28 600 toneladas. Seu sistema de propulsão era composto por três caldeiras Schulz-Thornycroft a combustível e doze caldeiras Schulz-Thornycroft a carvão que alimentavam três turbinas a vapor Parsons, que por sua vez impulsionavam três hélices triplas de 3,8 metros de diâmetro. A potência gerada pelos motores era de 45 570 cavalos-vapor (34 mil quilowatts), o que lhe permitia alcançar uma velocidade máxima de 21 nós (39 quilômetros por hora). O navio podia transportar três mil toneladas de carvão e seiscentas toneladas de combustível, o que lhe dava um alcance de oito mil milhas náuticas (quinze mil quilômetros) a doze nós (22 quilômetros por hora). Sua tripulação consistia em 41 oficiais e 1 095 marinheiros.
A bateria principal consistia de dez canhões SK L/50 de 305 milímetros. Estes eram montados em cinco torres de artilharia duplas: duas na proa, duas na popa, em ambos os casos com uma torre posicionada em cima da outra, e por fim uma única à meia-nau entre as chaminés. Seus armamentos secundários consistiam em catorze canhões SK L/45 de 150 milímetros e seis canhões SK L/45 de 88 milímetros, todos montados em casamatas. Além disso, como era costume para os grandes navios de guerra da época, era armado com cinco tubos de torpedo de quinhentos milímetros. O cinturão de blindagem tinha 350 milímetros de espessura sobre a parte central da embarcação que protegia as máquinas e depósitos de munição, sendo reduzida para 180 milímetros na proa e 120 na popa. O convés era protegido por uma blindagem horizontal de cem milímetros, que era reduzida para quarenta milímetros nas extremidades. As torres de artilharia da bateria principal possuíam blindagem de trezentos milímetros nas laterais e 110 no teto, enquanto as casamatas ficavam com 150 milímetros de proteção. As laterais da torre de comando dianteira também tinham trezentos milímetros de espessura.

## História

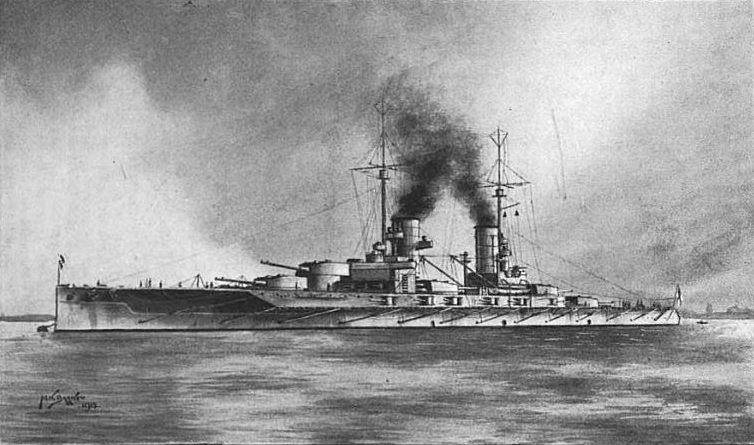
Ilustração do Kronprinz em 1915.

O Kronprinz foi encomendado pela Marinha Imperial Alemã sob o nome provisório de Ersatz Brandenburg, como um substituto para o antigo couraçado pré-dreadnought SMS Brandenburg. O contrato para a construção foi entregue para a Germaniawerft em Kiel. O batimento de quilha aconteceu em maio de 1912 e ele foi lançado ao mar no dia 21 de fevereiro de 1914. Guilherme, Príncipe Herdeiro da Alemanha e o homônimo do navio, deveria ter discursado durante a cerimônia de lançamento, porém ele estava doente e assim foi substituído por seu tio o príncipe Henrique da Prússia, Inspetor Geral da Marinha. A princesa Cecília de Mecklemburgo-Schwerin, esposa de Guilherme, o batizou. Sua finalização estava prevista para o início de 1915, porém os trabalhos foram acelerados depois do início da Primeira Guerra Mundial em meados de 1914. A equipagem terminou em 8 de novembro de 1914, no mesmo dia em que foi comissionado na III Esquadra de Batalha da Frota de Alto-Mar.
O couraçado finalizou seus testes marítimos em 2 de janeiro de 1915. Sua primeira operação foi uma incursão para o Mar do Norte entre 29 e 30 de março que terminou sem incidentes. Ele e seus irmãos apoiaram os cruzadores rápidos do II Grupo de Reconhecimento em 17 e 18 de abril durante uma operação para colocação de minas no Banco de Swarte. Outra varredura da frota ocorreu em 22 de abril; a III Esquadra voltou para o Báltico dois dias depois para uma rodada de exercícios. Uma explosão ocorreu em 8 de maio no canhão direito de sua torre de artilharia central. Os exercícios ocorreram até o dia 13, quando a esquadra retornou para o Mar do Norte. Outra operação para colocação de minas foi realizada em 17 de maio.
O Kronprinz participou de uma operação no Mar do Norte entre 29 e 31 de maio que terminou sem combates. O navio apoiou mais uma operação de colocação de minas perto de Texel em 11 e 12 de setembro. Outra varredura da frota no Mar do Norte foi realizada de 23 a 24 e outubro. Várias incursões sem incidentes ocorreram entre 5 e 7 de março de 1916, em 31 de março e de 2 a 3 de abril. A embarcação deu apoio a um ataque contra a costa britânica em 24 de abril que foi realizado pelos cruzadores de batalha do I Grupo de Reconhecimento. Este deixou o Estuário de Jade pela manhã, com o resto da Frota de Alto-Mar partindo quase três horas depois. O cruzador de batalha SMS Seydlitz bateu em uma mina no caminho e precisou recuar. Os outros cruzadores de batalha bombardearam a cidade de Lowestoft, porém encontraram a Força de Harwich de cruzadores de batalha britânicos enquanto aproximavam-se de Yarmouth. As embarcações enfrentaram-se brevemente até os britânicos recuarem. Relatos de submarinos inimigos fizeram o I Grupo de Reconhecimento recuar. O vice-almirante Reinhard Scheer, comandante da Frota de Alto-Mar, nesse momento foi informado que a Grande Frota britânica tinha deixado sua base em Scapa Flow nas Ilhas Órcades, Escócia, assim deu ordem para seus navios voltarem para águas alemãs.

### Batalha da Jutlândia

Mapa mostrando os principais movimentos da Batalha da Jutlândia. Os alemães são mostrados em vermelho enquanto os britânicos em azul.

O Kronprinz esteve presente nas operações que resultaram na Batalha da Jutlândia, que ocorreu entre os dias 31 de maio e 1º de junho de 1916. A frota alemã mais uma vez tentou atrair e isolar uma parte da Grande Frota e destruí-la antes que a força principal britânica pudesse retaliar. O couraçado foi a quarta e última embarcação da V Divisão da III Esquadra, a vanguarda da frota, ficando atrás de seus irmãos SMS König, SMS Grosser Kurfürst e SMS Markgraf. A III Esquadra de Batalha era a primeira de três unidades de couraçados; diretamente atrás estavam os navios da Classe Kaiser que formavam a VI Divisão da III Esquadra. Atrás destes estavam os couraçados das ClasseS Helgoland e Nassau da II Esquadra. A traseira por fim era formada pelos obsoletos couraçados pré-dreadnought da Classe Deutschland da I Esquadra.
O I Grupo de Reconhecimento encontrou a 1ª Esquadra de Cruzadores de Batalha do vice-almirante sir David Beatty pouco antes das 16h. Os dois lados começaram um duelo de artilharia que resultou na destruição do HMS Indefatigable pouco depois das 17h, enquanto o HMS Queen Mary afundou meia hora depois. Os alemães nesse momento já estavam navegando para o sul a fim de levar o inimigo em direção do resto da Frota de Alto-Mar. A tripulação do König, que liderava a linha alemã, avistou a aproximação do I Grupo de Reconhecimento e da 1ª Esquadra de Cruzadores de Batalha às 17h30min. Os cruzadores alemães viraram para estibordo, enquanto os britânicos foram para bombordo. Scheer ordenou às 17h45min uma manobra para colocar seus navios mais próximos dos britânicos, dando a ordem de abrir fogo um minuto depois.
Os couraçados da Classe Kaiser abriram fogo contra os cruzadores de batalha inimigos, porém o Kronprinz ainda estava longe para poder enfrentá-los. Em vez disso ele e os próximos dez navios alemães dispararam contra a 2ª Esquadra de Cruzadores Rápidos. O Kronprinz atirou contra o HMS Dublin das 17h51min até às 18h00min a uma distância de dezessete a 18,6 quilômetros, em seguida às 18h08min passando a enfrentar o couraçado HMS Malaya a dezessete quilômetros. O navio alemão disparou primeiro projéteis semi-antiblindagem com o objetivo de encontrar a distância correta, depois passando a usar os projéteis antiblindagem normais. O Malaya se distanciou muito treze minutos depois, com apenas um único acerto tendo sido relatado pelos artilheiros do Kronprinz. Segundo o historiador naval John Campbell, este acerto provavelmente foi "o brilho dos canhões do Malaya vistos através da neblina e fumaça". Vários disparos britânicos caíram perto da embarcação alemã durante esse período, porém sem acertá-la. O Kronprinz conseguiu ficar novamente em posição para atirar contra o Malaya às 18h30min, porém só conseguiu fazê-lo por seis minutos antes do navio britânico afastar-se de novo.
A linha alemã recebeu ordens às 20h00min de irem para o leste a fim de afastarem-se da frota britânica. O Markgraf, que estava diretamente na frente do Kronprinz, teve problemas de motor e saiu da formação, ficando atrás de seu irmão. O Kronprinz e os couraçados da III Esquadra enfrentaram entre 20h00min e 20h30min a 2ª Esquadra de Cruzadores Rápidos britânica, além de couraçados da Grande Frota. O Kronprinz tentou encontrar a distância correta de tiro ao observar os brilhos dos tiros britânicos, porém a visibilidade cada vez pior impediu que seus artilheiros encontrassem seus alvos. Consequentemente, ele não atirou durante esse período. O navio foi balançado violentamente por vários quase acertos. Scheer ordenou às 20h18min que a frota se afastasse pela terceira vez para escapar dos disparos britânicos; isto inverteu a ordem da frota e colocou o Kronprinz no fim da linha. Scheer depois ordenou que suas embarcações assumissem a formação de navegação noturna, porém falhas de comunicação entre Scheer a bordo do SMS Friedrich der Grosse e o SMS Westfalen atrasaram as mudanças. A formação foi finalizada às 23h30min, com o Kronprinz ficando como o décimo quarto navio.
Vários contratorpedeiros britânicos montaram um ataque de torpedos contra a traseira da linha alemã às 2h45min de 1º de junho; o Kronprinz avistou vários inimigos na escuridão. O couraçado não atirou e todos os navios viraram a fim de evitarem os torpedos. Um torpedo disparado pelo HMS Obedient explodiu noventa metros atrás do Kronprinz, na sua esteira d'água. Tanto o Obedient quanto o HMS Faulknor relataram um acerto na embarcação, porém ela não foi danificada. Fogo pesado dos couraçados alemães forçou a recusou dos contratorpedeiros. A Frota de Alto-Mar conseguiu atravessar as forças ligeiras britânicas e alcançou o Recife de Horns às 4h00min, chegando em Wilhelmshaven algumas horas depois. A I Esquadra assumiu posições defensivas na rada externa, enquanto o Kronprinz, SMS Kaiser, SMS Kaiserin e SMS Prinzregent Luitpold ficaram na entrada do porto. O Kronprinz disparou no decorrer da batalha 144 projéteis antiblindagem e semi-antiblindagem de suas armas principais, porém não se sabe exatamente o quanto de cada uma. A embarcação não disparou de suas armas secundárias. Foi o único navio de sua classe que não foi danificado durante a batalha.

### Outras ações
Scheer tentou repetir a operação de 31 de maio em 18 de agosto. O SMS Moltke e o SMS Von der Tann, os únicos cruzadores de batalha alemães em condições de combate, apoiados por três couraçados, deveriam bombardear a cidade costeira de Sunderland em uma tentativa de atrair os cruzadores de Beatty. O resto da frota, incluindo o Kronprinz, viria atrás a fim de proporcionar cobertura. A inteligência britânica informou o almirante sir John Jellicoe no mesmo dia sobre a partida dos alemães, assim ele enviou a Grande Frota para interceptá-los. Scheer virou para o norte ao se aproximar da costa britânica depois de receber relatos falsos de um zepelim sobre unidades britânicas na área. O bombardeamento assim não foi realizado e o almirante foi avisado às 14h35min sobre a aproximação da Grande Frota, decidindo voltar para a Alemanha.
O Kronprinz participou de duas operações de frota sem incidentes, uma um mês antes em 16 de julho para o norte da Heligolândia e a outra entre 18 e 20 de outubro para o Mar do Norte. O couraçado e o resto da III Esquadra foram logo depois enviados para o Mar Báltico a fim de passarem por treinamentos, que terminaram em 2 de novembro. A esquadra em seguida recebeu ordens de cobrir a recuperação de dois u-boots que tinham encalhado na costa dinamarquesa. O Kronprinz foi torpedeado na viagem de volta em 5 de novembro pelo submarino britânico HMS J1 perto do Recife de Horns. O torpedo acertou embaixo da torre de artilharia mais dianteira e permitiu que aproximadamente 250 toneladas de água entrassem no navio. Ele mesmo assim conseguiu manter sua velocidade e chegou em segurança no porto. O couraçado foi colocado em uma doca seca no Estaleiro Imperial de Wilhelmshaven, com os trabalhos de concerto durando de 6 de novembro a 4 de dezembro.
O navio participou de treinamentos no Báltico logo depois de retornar para a III Esquadra e em seguida realizou patrulhas defensivas na Angra da Alemanha. A embarcação tornou-se no início de 1917 a capitânia do contra-almirante Karl Seiferling, o vice-comandante da esquadra. O Kronprinz acidentalmente colidiu com seu irmão Grosser Kurfürst durante manobras de treinamento em 5 de março na Angra da Heligolândia. A colisão causou pequenos inundamentos na área próxima da torre de artilharia dianteira, com aproximadamente seiscentas toneladas de água entrando. Ele retornou para a doca de Wilhelmshaven, ficando lá entre 6 de março e 14 de maio. O Kronprinz foi destacado da esquadra em 11 de setembro para realizar treinamentos no Báltico, depois disso juntando-se à Unidade Espacial para a Operação Albion.

### Operação Albion
Depois da conquista alemã do porto de Riga na Rússia no início de setembro, a Marinha Imperial decidiu subjugar as forças navais russas que ainda mantinham o controle do Golfo de Riga. Para este fim, o Almirantado alemão planejou uma operação a fim de conquistar a ilha báltica de Ösel, particularmente as baterias terrestres russas localizadas na Península de Sõrve. A ordem foi emitida em 18 de setembro para uma ação conjunta do exército e da marinha com o objetivo de capturar Ösel e também a ilha de Moon; o principal componente naval consistia na capitânia Moltke e na III Esquadra de Batalha da Frota de Alto-Mar.  Nessa época a V Divisão era formada pelas quatro embarcações da Classe König e o novo couraçado SMS Bayern. A VI Divisão era composta pelos cinco navios da Classe Kaiser. Além disso, havia nove cruzadores rápidos, três flotilhas de barcos torpedeiros e dúzias de lança-minas, totalizando aproximadamente trezentas embarcações, que eram apoiadas por cem aviões e seis zepelins. A força de invasão possuía por volta de 24,6 mil oficiais e marinheiros. Enfrentando os alemães estavam os couraçados russos pré-dreadnought Slava e Grazhdanin, os cruzadores blindados Bayan, Admiral Makarov e Diana, 26 contratorpedeiros e vários barcos torpedeiros e canhoneiras. A guarnição de Ösel tinha aproximadamente catorze mil homens.

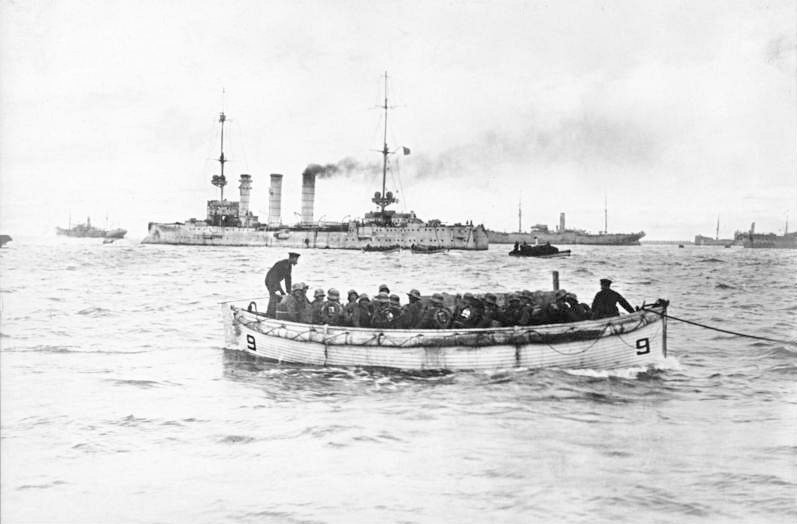
Tropas alemãs desembarcando em Ösel durante a Operação Albion.

A operação começou em 12 de outubro; O König ancorou na Baía de Tagga perto de Ösel às 3h00min e desembarcou soldados. O Bayern, Moltke e a Classe König abriram fogo contra as baterias russas costais russas às 5h50min. Os couraçados da Classe Kaiser simultaneamente atacaram as baterias na Península de Sõrve; o objetivo era conquistar o canal entre as ilhas de Moon e Dagö, bloqueando a única rota de fuga dos navios russos. O Grosser Kürfurst e o Bayern bateram em minas enquanto manobravam para suas posições de bombardeamento, precisando ambos retornarem para Kiel a fim de passarem por reparos. O Kronprinz deixou a área depois do bombardeio e foi para a Baía de Putziger reabastecer, passando pelo Estreito de Irben no dia 16.
Foi decidido em 16 de outubro destacar uma parte da flotilha de invasão com o objetivo de derrotar as forças navais russas no Estreito de Moon. Para este objetivo, o Kronprinz e o König, os cruzadores rápidos SMS Strassburg e SMS Kolberg, mais várias embarcações menores, enfrentaram os couraçados russos. Eles chegaram na manhã do dia 17, porém um grande campo minado impediu seu avanço. Os alemães foram surpreendidos ao descobrirem que os canhões russos de 305 milímetros tinham um alcance maior que seus próprios canhões de mesmo calibre. Os navios inimigos conseguiram manter os tiros por tempo o bastante para impedir fogo de resposta, ao mesmo tempo que bombardeavam efetivamente os alemães, que precisaram realizar manobras evasivas a fim de escaparem dos disparos. Os caça-minas liberaram um caminho às 10h00min, com o Kronprinz e o König conseguindo entrar na baía. O Kronprinz abriu fogo contra o Grazhdanin e o Bayan, acertando ambos. O König ao mesmo tempo atacou apenas o Slava. Os couraçados russos foram atingidos várias vezes até o almirante Mikhail Bakhirev ordenar seu recuo.
O Kronprinz encalhou brevemente em 18 de outubro, porém os danos não foram sérios o bastante para forçarem um recuo a fim de passar por concertos. O combate nas ilhas estava diminuindo pelo dia 20; Moon, Ösel e Dagö já tinham sido capturadas pelos alemães. O Almirantado alemão tinha ordenado no dia anterior o fim das operações navais e o retorno dos couraçados o mais rápido possível para a Frota de Alto-Mar. O Kronprinz sofreu um encalhe mais sério em seu retorno para Kiel no dia 26. Ele conseguiu chegar em casa em 2 de novembro e foi enviado para Wilhelmshaven. Reparos foram realizados entre 24 de novembro e 8 de janeiro de 1918.

### Fim da guerra
Guilherme II ordenou em 27 de janeiro que o navio fosse renomeado para Kronprinz Wilhelm para melhor homenagear seu filho. A renomeação formal ocorreu em 15 de junho, trigésimo aniversário de ascensão do imperador. As forças rápidas alemães nessa época estavam começando a atacar comboios entre o Reino Unido e a Noruega, fazendo a Grande Frota destacar alguns couraçados para escoltá-los. Os alemães assim receberam a oportunidade pela qual estavam esperando: a chance de isolar e destruir uma parte da numericamente superior Grande Frota. O almirante Franz von Hipper, agora o comandante da Frota-de Alto-Mar, planejou a operação: o I Grupo de Reconhecimento com seus cruzadores rápidos e barcos torpedeiros atacariam um dos comboios enquanto o resto da frota permaneceria próxima, preparada para atacar a esquadra britânica.
Uma frota alemã, incluindo o Kronprinz, partiu da rada de Schillig às 5h00min de 23 de abril de 1918. Hipper ordenou que as transmissões sem fio fossem mantidas no mínimo a fim de impedir que a inteligência britânica interceptasse suas conversas. Os cruzadores de batalha tinham alcançado uma posição de aproximadamente sessenta quilômetros de Bergen às 6h10min quando o Moltke perdeu uma de suas hélices, o que danificou seriamente seus motores. A tripulação realizou reparos temporários que permitiram que o navio navegasse a quatro nós (7,4 quilômetros por hora), porém foi decidido que a embarcação seria rebocada. Hipper mesmo assim continuou a seguir norte. Sua força já tinha cruzado a rota do comboio várias vezes às 14h00min, porém não tinham avistado nada. O almirante decidiu retornar dez minutos depois. A frota alemã retornou para a área dos campos minados defensivos ao redor de suas bases às 18h37min. Depois foi descoberto que o comboio partiu um dia depois do que o antecipado pela inteligência alemã.
O Kronprinz Wilhelm não participou de mais nenhuma ação pelo restante da guerra. O contra-almirante Ernst Goette e o contra-almirante Constanz Feldt hastearam suas bandeiras a bordo do navio durante esse período enquanto mantiveram em sucessão a posição de vice-comandante da esquadra. A embarcação foi colocada em uma doca seca no Estaleiro Imperial de Kiel em meados de setembro com o objetivo de passar por sua manutenção periódica.
O couraçado e seus irmãos deveriam ter participado de uma última ação da frota no final de outubro de 1918, dias antes da assinatura do Armistício de Compiègne. A maior parte da Frota de Alto-Mar partiria de sua base em Wilhelmshaven e enfrentaria a Grande Frota. Scheer, agora o Chefe do Estado Naval, queria infligir o máximo de dano possível contra os britânicos, dessa forma podendo deixar a Alemanha em melhor posição de barganha nas negociações, não importando as perdas de sua própria frota. Entretanto, muitos dos marinheiros veteranos acharam que a operação iria atrapalhar o processo de paz e prolongar a guerra. A ordem para partir de Wilhelmshaven no dia seguinte foi emitida na manhã do dia 29 de outubro. Marinheiros a bordo do SMS Thüringen se amotinaram durante a noite e logo outras tripulações fizeram o mesmo, incluindo a bordo do Kronprinz Wilhelm. O tumulto forçou Hipper e Scheer cancelarem a operação. O imperador, ao ser informado da situação, exclamou "Não tenho mais uma marinha".

### Scapa Flow

Localização dos navios alemães internados em Scapa Flow. O Kronprinz Wilhelm é o número cinco, ancorado próximo da extremidade da ilha de Cava.

A  maior parte da Frota de Alto-Mar, sob o comando do contra-almirante Ludwig von Reuter, que sucedeu Hipper, foi internada na base naval britânica de Scapa Flow na Escócia após a rendição da Alemanha em novembro de 1918. O almirante Adolf von Trotha, Chefe do Estado-Maior da Frota de Alto-Mar, antes da partida alemã, deixou claro para Reuter que ele não poderia, sob qualquer circunstância, permitir que os Aliados tomassem os navios. A frota encontrou-se com o cruzador rápido britânico HMS Cardiff, que os levou até uma frota Aliada que os escoltou até Scapa Flow. A enorme flotilha era formada por aproximadamente 370 navios de guerra britânicos, franceses e norte-americanos. As embarcações alemães, assim que foram internadas, tiveram suas armas desabilitadas através da remoção de seus ferrolhos, com suas tripulações sendo gradualmente reduzidas com o passar dos meses.
A frota permaneceu internada no decorrer das negociações que produziram o Tratado de Versalhes. Reuter acreditava que os britânicos tomariam os navios em 21 de junho de 1919, o prazo original para a Alemanha assinar o acordo de paz. O contra-almirante, não sabendo que o prazo fora estendido para 23 de junho, ordenou que as embarcações fossem preparadas para serem deliberadamente afundadas. A frota britânica de vigia deixou Scapa Flow no dia 21 para realizar treinamentos, com Reuter transmitindo suas ordens de afundamento às 11h20min. O Kronprinz Wilhelm afundou às 13h15min. A força britânica presente entrou em pânico em suas tentativas de impedir que os alemães afundassem seus navios; os soldados a bordo de uma traineira atiraram e mataram um dos foguistas do Kronprinz Wilhelm. Nove alemães foram mortos e 21 feridos no total. As tripulações restantes totalizavam aproximadamente 1 860 homens e foram aprisionadas.
O Kronprinz Wilhelm nunca foi erguido do fundo do mar para ser desmontado, diferentemente da enorme maioria das outras embarcações alemãs que foram afundadas. Ele e dois de seus irmãos afundaram em uma área mais profunda, o que dificultou as operações de salvamento. O início da Segunda Guerra Mundial em 1939 paralisou todos os trabalhos de salvamento; foi determinado depois da guerra recuperar os destroços restantes era financeiramente impraticável. Os direitos de salvamento foram vendidos de volta para o governo britânico em 1962. A profundidade que os três couraçados afundaram os protegeu da radiação lançada pelo uso de bombas atômicas, assim o Kronprinz Wilhelm e seus irmãos são uma das poucas fontes de aço livre de radiação no mundo. Desde então os navios ocasionalmente tiveram aço removido para uso em dispositivos científicos. O Kronprinz Wilhelm e outras embarcações no fundo de Scapa Flow são um local popular de mergulho, com a retirada de itens dos destroços sendo proibida por lei.